# Tatjana Schoenmakerová
Tatjana Smithová, dívčím příjmením Schoenmakerová (* 9. července 1997 Johannesburg) je jihoafrická plavkyně ve stylu prsa.
V roce 2013 získala šest zlatých medailí na africkém juniorském šampionátu v Lusace. Po přechodu do seniorské kategorie vyhrála na Afrických hrách v roce 2015 prsařské závody na 50 m, 100 m a 200 m. Na Hrách Commonwealthu 2018 zvítězila na 100 m prsa i 200 m prsa. V roce 2019 získala stříbrnou medaili na dvousetmetrové trati na mistrovství světa v plavání a vyhrála obě prsařské soutěže na Univerziádě. Vyhrála olympijský závod v Tokiu na dvousetmetrové trati ve světovém rekordu 2:18,95 a ve finále stovky skončila druhá za Američankou Lydií Jacobyovou. Na Hrách Commonwealthu v roce 2022 v Birminghamu obhájila titul na 200 m prsa. Čtyřikrát v řadě byla vyhlášena nejlepší africkou plavkyní.
Vystudovala ekonomii na Univerzitě v Pretorii. Hlásí se ke křesťanskému hnutí Every Nation a nosí při závodech čepici s nápisem „Soli Deo Gloria“ (Pouze Bohu patří sláva).